# Copa d'Europa de trialsín
La Copa d'Europa de trialsín fou la màxima competició internacional de trialsín des del moment de la seva fundació, el 1982, fins al de la seva conversió en Campionat del Món, esdevinguda el 1986. Creada a iniciativa de Pere Pi, la Copa d'Europa fou la primera competició internacional que existí mai de bicitrial i l'antecedent més llunyà de l'actual Campionat del Món de biketrial. L'organització anava a càrrec del mateix Pi, qui comptava amb una xarxa de delegats estatals de trialsín repartida per diversos països europeus, amb els quals coordinava la celebració de les diverses proves puntuables.
El campionat atorgava un títol europeu específic per a cadascuna de les categories federatives aleshores vigents: Experts, Juvenils, Cadets, Infantils i Alevins.

## Història

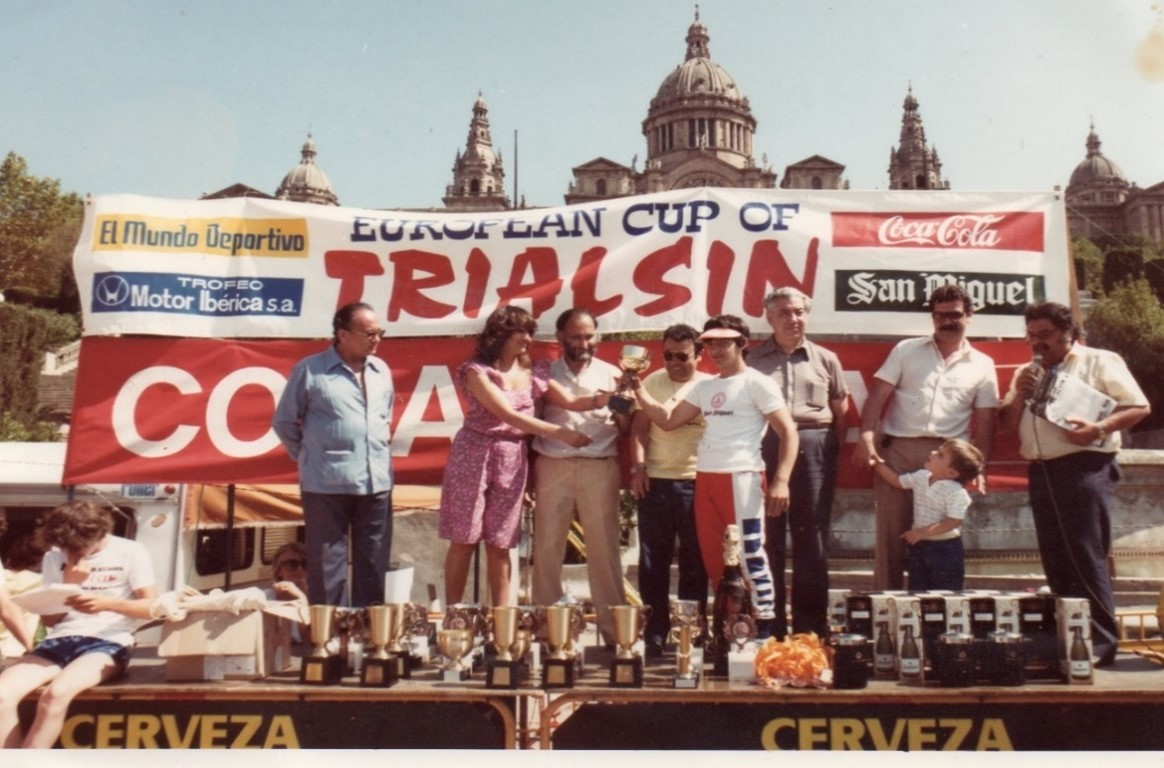
Podi de la II Copa d'Europa de Trialsín a Montjuïc (1983)

Un cop Montesa hagué exportat els primers centenars d'exemplars del seu innovador model de bicicleta, la Montesita, Pere Pi (aleshores, la màxima autoritat federativa d'aquest nou esport) decidí convocar la primera Copa d'Europa de Trialsín, per a la qual cercà el suport de la federació estatal de ciclisme. La prova inaugural de la primera edició del campionat l'organitzà el Moto Club Mollet, presidit pel cunyat de Pi, Josep Isern, prop de la "Font Better" de Sant Fost de Campsentelles (Vallès Oriental). Pel que fa al finançament, la Direcció General de l'Esport de la Generalitat de Catalunya hi aportà 300.000 pts de l'època (1.800 €), en concepte d'ajuda als esports minoritaris aprofitant que l'esdeveniment coincidia amb el Mundialet. A banda, la prova catalana comptà al llarg de les diferents edicions amb un cànon de 500.000 pts (3.000 €).
Inseriu aquí un text sense format
La Copa d'Europa tingué una bona acollida inicial i hi participaren nombrosos pilots de diversos països, alguns dels quals acabarien triomfant després en el trial en motocicleta (com ara Jordi Tarrés, Marc Colomer o Joan Pons), tot i que els més coneguts en aquell moment eren Andreu Codina i Ot Pi, amb anys d'experiència en el bicitrial. Per bé que molts hi participaven amb les Montesita, diversos pilots es varen fer la seva pròpia bicicleta.
El campionat es disputava al llarg de l'estiu, aprofitant que els joves participants tenien vacances escolars, i començava sempre a Catalunya. Per tal de desplaçar-se als altres països, Pere Pi i la seva esposa, Maria Isern, organitzaven l'expedició dels pilots catalans (el gruix de participants en el campionat) a bord d'un autocar gratuït per als pilots i de pagament per als acompanyants. Una de les fites de la competició fou el fet d'exportar al Regne Unit un esport nascut a Catalunya, vint anys després que un esport britànic, el trial, hagués estat introduït a Catalunya.
A partir de 1986, a causa de l'interès a participar-hi per part de pilots no europeus (principalment, japonesos, nord-americans i brasilers), la Copa d'Europa es rebatejà com a Campionat del Món de trialsín.

### Proves puntuables
El total de proves puntuables de les diferents edicions de la Copa d'Europa és aquest:
| Edició | Any  | País              | Població                   |
| ------ | ---- | ----------------- | -------------------------- |
| I      | 1982 | 1. Catalunya      | Sant Fost de Campsentelles |
| I      | 1982 | 2. Alemanya       | Fürstenhagen               |
| I      | 1982 | 3. Regne Unit     | Heywood                    |
| II     | 1983 | 1. Catalunya      | Montjuïc (Barcelona)       |
| II     | 1983 | 2. Occitània      | Niom                       |
| II     | 1983 | 3. Alemanya       | Emmendingen                |
| II     | 1983 | 4. Bèlgica        | Bilstain                   |
| II     | 1983 | 5. Regne Unit     | Trentham, Stoke-on-Trent   |
| III    | 1984 | 1. Catalunya      | Montjuïc (Barcelona)       |
| III    | 1984 | 2. Itàlia         | Milà                       |
| III    | 1984 | 3. França         | Grenoble                   |
| III    | 1984 | 4. Àustria        | Aflenz                     |
| III    | 1984 | 5. Alemanya       | Fürstenhagen               |
| III    | 1984 | 6. Bèlgica        | Bilstain                   |
| III    | 1984 | 7. Regne Unit     | Heywood                    |
| IV     | 1985 | 1. Catalunya      | Berga                      |
| IV     | 1985 | 2. França         | Grenoble                   |
| IV     | 1985 | 3. Itàlia         | Lecco                      |
| IV     | 1985 | 4. Àustria        | Aflenz                     |
| IV     | 1985 | 5. Alemanya       | Emmendingen                |
| IV     | 1985 | 6. Txecoslovàquia | Revnice                    |
| IV     | 1985 | 7. Bèlgica        | Bilstain                   |

## Llista de campions per categories
| Edició | Any  | Experts         | Juvenils       | Cadets           | Infantils        | Alevins          |
| ------ | ---- | --------------- | -------------- | ---------------- | ---------------- | ---------------- |
| I      | 1982 | Carles Montaner | Andreu Codina  | Jordi Tarrés     | Joan Cañellas    | Ot Pi            |
| II     | 1983 | Eduard Roura    | Thierry Girard | Antonio Talavera | Ot Pi            | Joan Pons        |
| III    | 1984 | Joan Solé       | Thierry Girard | Daniel del Valle | Ot Pi            | Joan Pons        |
| IV     | 1985 | Thierry Girard  | Daniel Crosset | Ot Pi            | Olivier Marechal | Dominique Peters |

## Resum estadístic

### Campions múltiples
| Pilot          | Experts | Juvenils | Cadets | Infantils | Alevins | Total |
| -------------- | ------- | -------- | ------ | --------- | ------- | ----- |
| Ot Pi          | -       | -        | 1      | 2         | 1       | 4     |
| Thierry Girard | 1       | 2        | -      | -         | -       | 3     |
| Joan Pons      | -       | -        | -      | -         | 2       | 2     |

### Títols per nacionalitat
| Nacionalitat | Experts | Juvenils | Cadets | Infantils | Alevins | Total |
| ------------ | ------- | -------- | ------ | --------- | ------- | ----- |
| Catalunya    | 3       | 1        | 4      | 3         | 3       | 14    |
| França       | 1       | 2        | -      | -         | -       | 3     |
| Bèlgica      | -       | 1        | -      | 1         | 1       | 3     |
| Total        | 4       | 4        | 4      | 4         | 4       | 20    |